# Rosario Sánchez Mora
Rosario la Dynamiteuse
Ne doit pas être confondu avec Rosario Sánchez ou Rosario Sánchez Grau.
Pour les articles homonymes, voir Sánchez et Mora.
Sánchez  Mora est un nom espagnol. Le premier nom de famille, en général paternel, est Sánchez ; le second, en général maternel, souvent omis, est Mora.
Rosario Sánchez Mora, née en 1919 à Villarejo de Salvanés et morte en 2008 à Madrid, est une militaire de la Guerre d'Espagne, dont le surnom, La Dinamitera (en français:La Dynamiteuse), a été popularisé par le poème composé en 1937 par Miguel Hernández intitulé Rosario, dinamitera.

## Biographie
Née le 21 avril 1919 près de Madrid, elle est la fille d'Andrés Sánchez, le président de la Gauche républicaine de la ville de Villarejo de Salvanés. Elle emménage dans la capitale à l'âge de 16 ans, en 1935. Militante communiste, elle est membre des Jeunesses Socialistes Unifiées lorsqu'éclate la guerre d'Espagne.
A l'âge de dix-sept ans, elle rejoint les Milices Ouvrières du Cinquième Régiment, parti le 19 juillet 1936 à Somosierra pour arrêter les troupes du général Mola. Rosario n'a pas d'instruction militaire, ni de connaissance spécifique en artillerie. Cependant, avec ses camarades républicaines Angelita Martínez, Consuelo Martín, Margarita Fuente et Lina Òdena, sa première participation dans l'armée s'effectue avec courage et abnégation. Sous les ordres du commandant militaire Valentín González dit El Campesino, les jeunes filles sont au front, loin des missions classiques d'auxiliaires et d'infirmières dévolues aux femmes lors des combats.
Rosario appartient à la section de la fabrication des explosifs, les dynamiteurs. Elle y perd une main mais est sauvée par la Croix-Rouge, soignée à l'hôpital de La Cabrera où José Ortega y Gasset lui rend visite.
Dès sa sortie de l'hôpital, elle est chargée du standard de l'État-Major Républicain de Cuidad Lineal à Madrid, où elle rencontre notamment les poètes républicains, Antonio Aparicio, Miguel Hernández et Vicente Aleixandre.
Elle revient au front au bout d'un an, sous le grade de sergent, au sein de la célèbre 46e Division, composée de 12.000 combattants. Elle participe à la bataille de Brunete qui se termine par un échec républicain, le 25 juillet 1937, 
Elle se marie à Alcalá de Henares le 12 septembre 1937 avec le sergent Francisco Burcet Lucini qui retourne au front. Rosario, enceinte, intègre le bureau de Dolores Ibárruri, la celèbre Pasionaria, du nº 5 de la rue de Zurbano de Madrid, jusqu'à la naissance de sa fille, Elena.

### Fin de la guerre
Après la bataille de l'Èbre, elle n'a plus de nouvelles de son mari. Elle tente de fuir par Alicante avec son père Andrés, mais ils sont capturés avec 15000 autres républicains lors d'un piège tendu dans le port d'Alicante par les fascistes. Ils sont conduits au camp de concentration de Los Almendros, où Andrés Sánchez est fusillé. Rosario est libérée et déplacée à Madrid, où elle se fait arrêter de nouveau par les phalangistes. Au cours d'un parcours effroyable, elle est incarcérée tour à tour dans les prisons de Villarejo, Getafe et de Las Ventas (Madrid), où des milliers de femmes sont emprisonnées dans des conditions épouvantables, puis Durango, Orúe et, enfin celle de Saturrarán. Le 28 mars 1942, elle est finalement libérée, le même jour où Miguel Hernández meurt dans la prison d'Alicante.

### Après-guerre
Rosario refait sa vie, plus tard, à Madrid, en commençant par vendre du tabac américain de contrebande place de Cybèle, pour survivre. Plus tard, elle ouvre un vrai bureau de tabac, dans la rue Peña Prieta du quartier de Vallecas. Elle le tient toute sa vie, jusqu'à son décès, le 17 avril 2008.
Son inhumation a lieu au cimetière civil de Madrid sous le drapeau tricolore avec la participation de nombreuses personnalités politiques espagnoles, dont Gaspar Llamazares et Paco Frutos, secrétaire général du PCE.

## Postérité
- Miguel Hernández écrit autour de 1937 le célèbre poème Rosario, dinamitera[9].
- Depuis les années 70, l'écrivaine Antonina Rodrigo met en lumière le rôle des femmes durant la guerre d'Espagne, en particulier Rosario Dinamitera[10].
- Le groupe de rock français El Comunero lui a dédié une chanson[11].